# Джок'якарта (спеціальна округа)
Особливий округ Джок'якарта (індонез. Daerah Istimewa Yogyakarta, яван. Dhaérah Istiméwa Yogyakarta, вимовляється яванською joɡjakartɔ) — регіон в Індонезії. Посідає передостаннє місце за площею серед регіонів Індонезії, випереджаючи лише особливий столичний округ Джакарту. Адміністративний центр округу — місто Джок'якарта. На території округу збереглися середньовічні яванські монархії — султанат Джок'якарта та князівство Пакуаламан. Губернатор округу обирається всенародним голосуванням, але цю посаду займають лише султани Джок'якарти та правителі Пакуаламана.

## Географія
Округ розташовується на південному узбережжі острова Ява. На півдні омивається Індійським океаном, з суші оточений провінцією Центральна Ява. Площа — 3133 км².
Недалеко від міста Джок'якарта розташований вулкан Мерапі, виверження якого завдають великої шкоди населенню округу. У жовтні-листопаді 2010 року відбулося сильне виверження вулкана, через яке близько ста тисяч людей були змушені тимчасово залишити свої будинки.

## Населення
Населення Джок'якарти станом на 2010 рік становило 3 453 158 осіб. Особливий округ Джок'якарта, поряд з Джакартою, має найбільшу густоту населення серед провінцій Індонезії.
Абсолютну більшість населення округу становлять яванці, крім них тут живуть сунданці, малайці, китайці та ін. Етнічний склад населення Джок'якарти за даними перепису 2010 року був таким:
| Народи   | Чисельність | Доля в населенні |
| -------- | ----------- | ---------------- |
| Яванці   | 3 331 355   | 96,53 %          |
| Сунданці | 23752       | 0,69 %           |
| Малайці  | 15430       | 0,45 %           |
| Китайці  | 11545       | 0,33 %           |
| Батаки   | 9858        | 0,29 %           |
| Інші     | 59 066      | 1,71 %           |
| Всього   | 3 451 006   | 100,00 %         |

За даними перепису населення 2010 року в Джок'якарті проживало 3 179 129 мусульман (91,95 % населення), 165 749 католиків (4,79 %), 94 268 протестантів (2,73 %) та 9 464 представники інших релігій (0,27 %).

## Історія

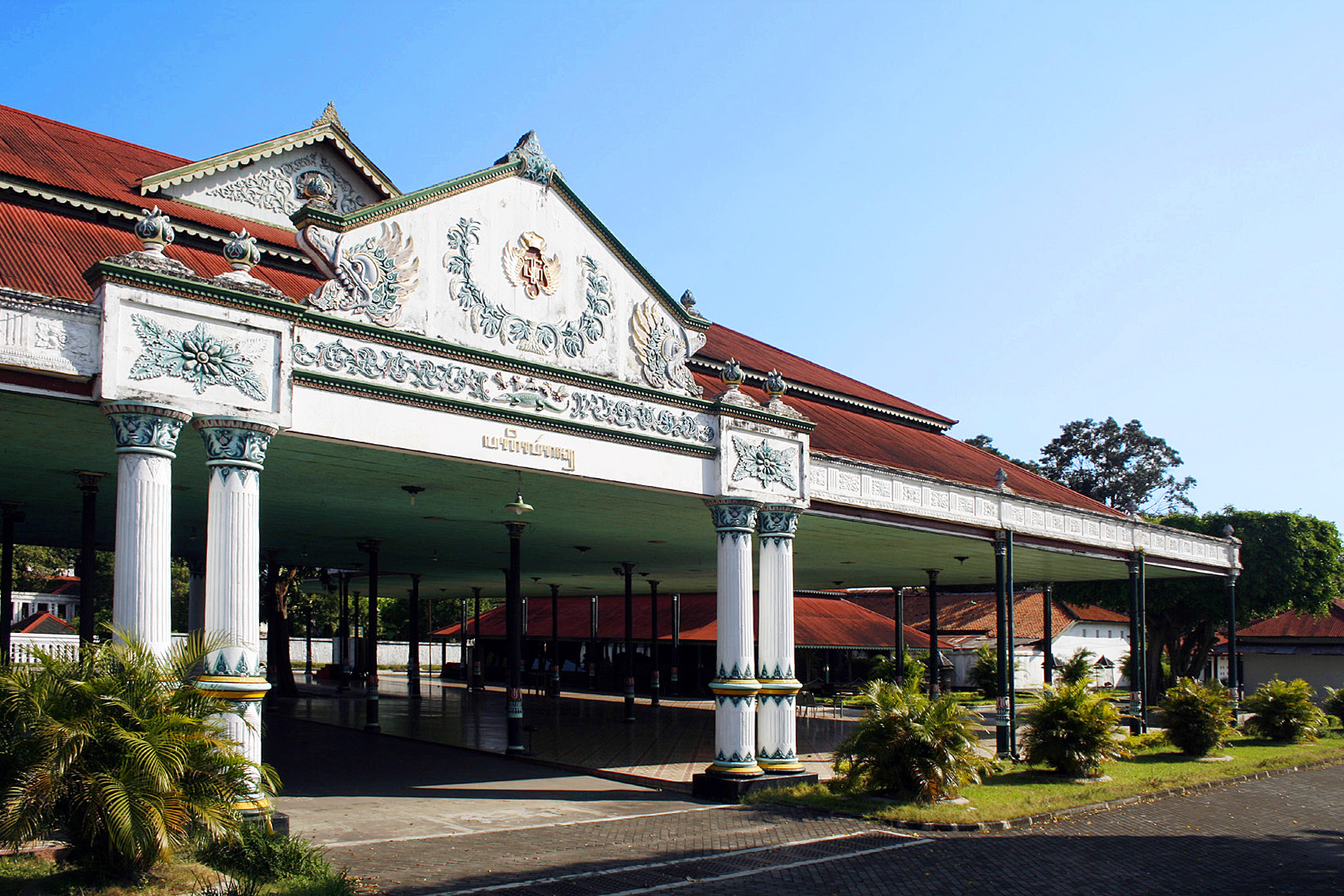
Палац (кратон) султана Джок'якарти

Особливий округ Джок'якарта було створено 4 березня 1950, до його складу увійшли султанат Джок'якарта та князівство Пакуаламан. Першим губернатором округу став султан Хаменгкубувоно IX, перший віце-губернатором — Паку Алам VIII. 1989 року, після смерті Хаменгкубувоно IX, Паку Алам VIII зайняв пост губернатора. 1998 року губернатором було обрано Хаменгкубувоно X, який потім переобирався на цей пост ще двічі.

## Адміністративний устрій

Мапа Джок'якарти

Джок'якарта підрозділяється на чотири райони (кабупатени) і одне місто (кота) :
| № | Округи                                         | Адм. центр                        | Територія, км² | Населення, осіб (2010) |
| - | ---------------------------------------------- | --------------------------------- | -------------- | ---------------------- |
| 1 | округ Бантул (індонез. Bantul)                 | Бантул (індонез. Bantul)          | 508,13         | 911 054                |
| 2 | округ Гунунг-Кідул (індонез. Gunung Kidul)     | Воносарі (індонез. Wonosari)      | 1 431,42       | 675 173                |
| 3 | округ Кулонпрого (індонез. Kulon Progo)        | Ватес (індонез. Wates)            | 586,28         | 388 759                |
| 4 | округ Слеман (індонез. Sleman)                 | Слеман (індонез. Sleman)          | 574,82         | 1 090 359              |
| 5 | Джок'якарта (місто) (індонез. Kota Yogyakarta) | Джок'якарта (індонез. Yogyakarta) | 32,50          | 387 813                |
|   | Разом                                          |                                   | 3 133,15       | 3 453 158              |

## Транспорт
На території округи діє міжнародний аеропорт Адісуціпто, а також дві залізничні станції — Джок'якарта та Лемпуянган (індонез. Lempuyangan). В окрузі Бантул розташований автовокзал Гіванкан (індонез. Giwangan) — найбільший автовокзал Індонезії.
Місто Джок'якарта оточене кільцевою автодорогою.
З 2008 в особливому окрузі Джок'якарта почала функціонувати система швидкісного автобусного транспорту Trans Jogja.

## Освіта
У Джок'якарті розташовано понад сто університетів — більше, ніж у будь-який іншій провінції Індонезії.
Університет Гаджі Мада — один з трьох провідних університетів Індонезії, також вважається одним з найкращих університетів всієї Південно-Східної Азії. 2009 року університет посів 250-е місце у всесвітньому рейтингу університетів, складеному газетою «Times». Також широко відомі Джок'якартський державний університет і Індонезійський ісламський університет — перший приватний вищий навчальний заклад в Індонезії.

## Побратимські зв'язки
Особлива округа Джок'якарта має побратимські зв'язки із такими регіонами та містами:
- штат Каліфорнія, США[11]
- Іпох, Малайзія
- префектура Кіото, Японія[12]